# Odbiornik BERYL-2

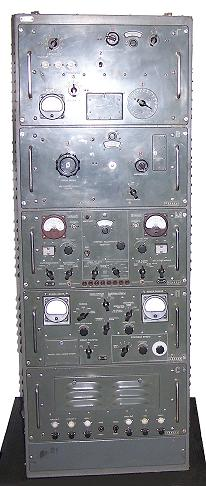
Wojskowy odbiornik radiowy KF BERYL-2.

Odbiornik radiowy BERYL-2 – wojskowy odbiornik radiokomunikacyjny, krótkofalowy, eksploatowany w jednostkach łączności Wojska Polskiego. Dwa takie odbiorniki wchodziły w skład ukompletowania każdej radiostacji dużej mocy R-110.

## Warunki pracy
Konstrukcja odbiornika zapewnia dobrą odporność na wstrząsy i stabilną pracę w szerokim zakresie temperatur.

## Przeznaczenie
Odbiornik BERYL-2 był przeznaczony do zapewnienia odbioru sygnałów telefonicznych i telegraficznych na ustalonych zgodnie z tabelą strojenia częstotliwościach. w zależności od zakresu częstotliwościach.
Był odbiornikiem podstawowym (głównym) w radiostacjach dużej mocy typu R-110 wszystkich typów.

## Konstrukcja
1. panel (Γ) generator podstawowy, termostaty, obwody częstotliwości posredniej
2. panel (В) główny tor odbiorczy-wejściowy
3. panel (Μ) bloki manipulatorów I i II kanału telegraficznego, 3 heterodyna
4. panel (Π) bloki wyjść słuchowych telefonicznego i telegraficznych
5. panel (C) zasilacze odbiornika

## Dane taktyczno-techniczne
- zasilanie 220 V 50 Hz
- zakres częstotliwości 1,5 – 30 MHz
- odbierane emisje radiowe
  - modulacja amplitudy A3
  - manipulacja amplitudy A1
  - modulacja częstotliwości
    - jednokanałowa F1-125, 250, 500 Hz
    - dwukanałowa F6-250, 500 Hz
- możliwość realizacji odbioru zbiorczego w połączeniu z drugim odbiornikiem
- rodzaje pracy wyjść telegraficznych
  - podanie do urządzenia końcowego tzw. kropek (impulsów 1:1)
  - podanie tzw. "plusa"
  - podanie tzw. "minusa"
  - współpraca z urządzeniem wartością prądu (dalekopis)
  - współpraca z urządzeniem kierunkiem prądu (urządzenie specjalne)